# Eric Woolfson
Eric Norman Woolfson (Glasgow, 1945. március 18. – London, 2009. december 2.) skót zeneszerző, dalszövegíró, zongorista, vokalista, zenei producer, az Alan Parsons Project alapító tagja. Parsons-szal több mint 50 millió albumot adtak el világszerte, és 10 sikeres nagylemezt tudhatnak magukénak. Pályafutása későbbi éveiben a zenész színházi darabok felé fordult, öt díjnyertes musicalt írt, melyeket több mint egymillió ember látott élőben, és olyan országokban játszottak, mint Németország, Ausztria, Korea és Japán.
Woolfson veserák következtében hunyt el 64 évesen Londonban.

## Diszkográfia

### Önálló előadóként
- 1971 San Tokay b/w Sunflower
- 1990 Freudiana
- 1991 Black Freudiana - Deutsche Originalaufnahme (Austrian Original Cast Musical Soundtrack)
- 1995 Gaudi (Musical)
- 1997 Gambler (Das Geheimnis der Karten)
- 2003 Poe: More Tales of Mystery and Imagination
- 2007 Dancing Shadows
- 2009 The Alan Parsons Project That Never Was
- 2009 Edgar Allan Poe: A Musical
- 2013 Somewhere in the Audience

### Alan Parsons Project
- 1976 Tales of Mystery and Imagination
- 1977 I Robot
- 1978 Pyramid
- 1979 Eve
- 1980 The Turn of a Friendly Card
- 1982 Eye in the Sky
- 1983 Ammonia Avenue
- 1984 Vulture Culture
- 1985 Stereotomy
- 1987 Gaudi
- 2014 The Sicilian Defence (1979-es felvételek)